# Jim Finney

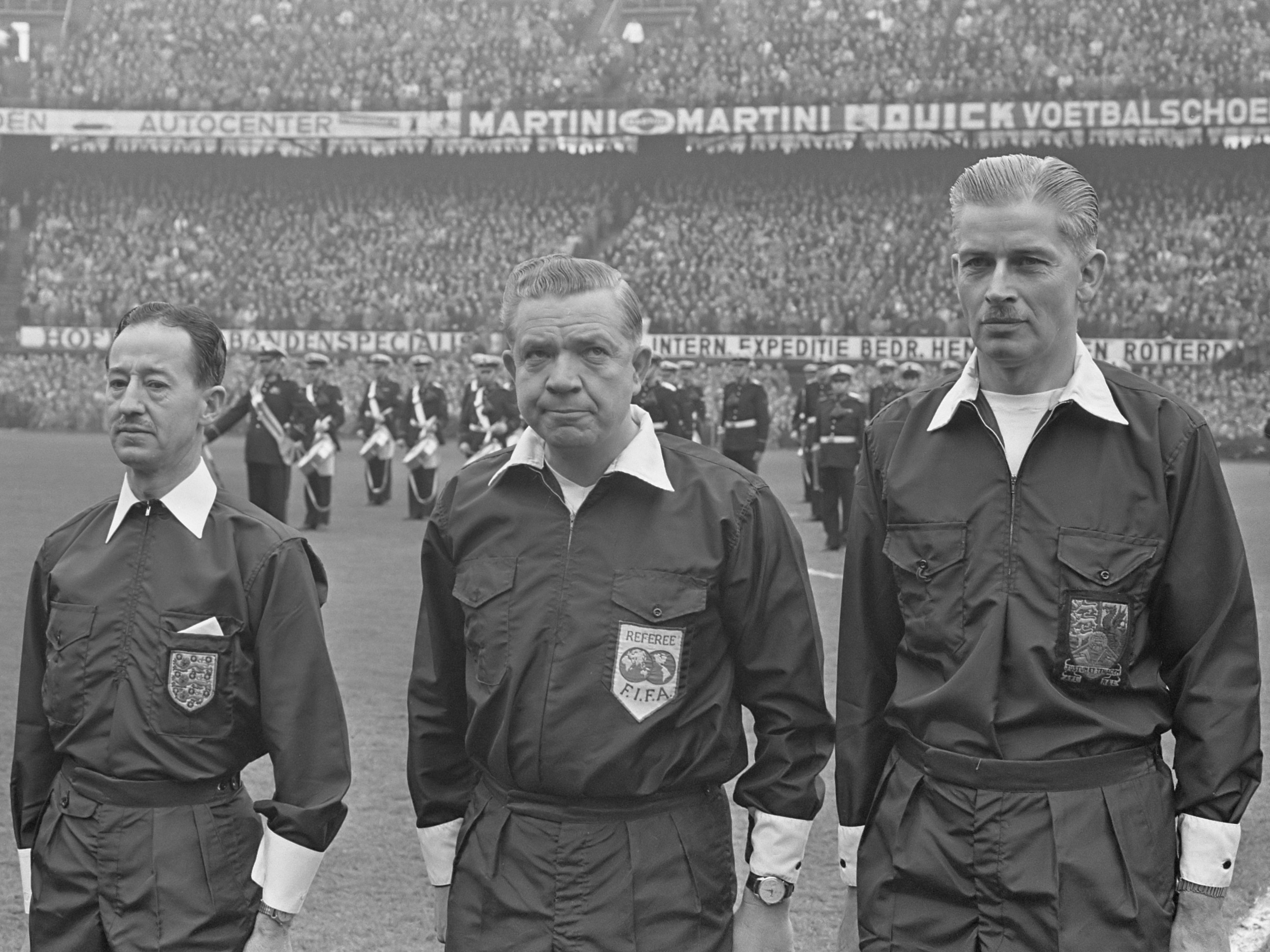
Jim Finney (Mitte)

James „Jim“ Finney (* 17. August 1924 in Hereford; † 1. April 2008 ebenda) war ein englischer FIFA-Schiedsrichter.

## Leben
Seine Karriere als Schiedsrichter begann 1959 in der englischen Profiliga. Er leitete das Finalspiel des britischen FA Cups zwischen Tottenham Hotspur und Burnley und wurde als Linienrichter eines der Finale im Messepokal 1960 eingesetzt. Im Mai 1963 war er Schiedsrichter des Länderspiels Schottland gegen Österreich, welches er nach 79 Minuten abbrach. Er hatte zuvor zwei Österreicher vom Platz gestellt und gab als Grund für den Spielabbruch Sorge um die Gesundheit der Spieler an. Der Höhepunkt seiner Karriere war seine Auswahl für die Fußball-Weltmeisterschaft 1966. Er leitete die Viertelfinalpartie Uruguay gegen Deutschland und stellte dabei zwei Spieler Uruguays vom Platz.
1971 war er als Leiter des Europapokalfinales vorgesehen, als ein Verkehrsunfall seine Sportkarriere abrupt beendete. Er blieb dem Fußballsport jedoch weiterhin verbunden und arbeitete bei verschiedenen Clubs in der Verwaltung.